# Vibrator (album)
Vibrator (Batteries Included) is Terence Trent D'Arby's vierde album, uitgebracht in 1995 door Columbia Records.

## Nummers
1. Vibrator - 5:43
2. Supermodel Sandwich - 3:32
3. Holding On To You - 5:44
4. Read My Lips (I Dig Your Scene) - 4:49
5. Undeniably - 4:59
6. We Don't Have That Much Time Together - 4:40
7. C.Y.F.M.L.A.Y? - 4:04
8. If You Go Before Me - 3:44
9. Surrender - 4:56
10. TTD's Recurring Dream - 5:31
11. Supermodel Sandwich W/Cheese - 3:59
12. Resurrection - 6:25
13. It's Been Said - 4:10